# A Lenda de Korra (quadrinhos)
Os quadrinhos de A Lenda de Korra são continuações da série animada de mesmo nome criada por Michael Dante DiMartino e Bryan Konietzko e exibida originalmente no canal da Nickelodeon. As obras da série começaram a ser publicadas em 2017 pela Dark Horse Comics e continuam até os tempos atuais, incluindo histórias curtas e graphic novels dividas em edições.

## Histórias curtas

### Edições do Free Comic Book Day
O "Free Comic Book Day" é um evento onde editoras lançam quadrinhos e amostras de contos de forma gratuita para leitores em bancas de gibi. A Dark Horse lança, anualmente, revistas com histórias de suas propriedades, incluindo A Lenda de Korra. Ao todo, foram lançados 4 quadrinhos da série.
| Titúlo             | Lançamento           | Equipe criativa | Sinopse | Notas |
| ------------------ | -------------------- | --- | --- | ----- |
| "Friends for Life" | 7 de maio de 206     | Michael Dante DiMartino (roteiro) Heather Campbell e Killian Ng (arte) Michael Heisler (lettering)                   | A história mostra como Korra conheceu Naga, uma cadela-urso-polar e sua melhor amiga. |       |
| "Lost Pets'        | 5 de maio de 2018    | Michael Dante DiMartino (roteiro) Jayd Aït-Kaci e Killian Ng (arte)                                                  | Korra dá a Meelo uma importante missão de rastrear e resgatar os animais de estimação perdidos durante a evacuação em Cidade República.                                                             | [ 1 ] |
| "Clearing the Air" | 14 de agosto de 2021 | Kiku Hughes (roteiro) Sam Beck e Killian Ng (arte) Killian Ng (cor) Richard Starkings e Jimmy Betancourt (lettering) | Tenzin conta aos filhos a história de como seu pai o ensinou uma valiosa lição. | [ 2 ] |
| "Beach Wars"       | 7 de maio de 2022    | Meredith McClaren (roteiro, arte, cor e lettering) Kelly Matthews e Nichole Matthews (arte)                          | Korra, Asami, Bolin, Opal e os filhos de Tenzin passam um dia na praia com Toph e Katara. Tudo ocorre bem até que as duas velhas amigas decidem fazer uma competição de pegadinhas uma com a outra. | [ 3 ] |

## Graphic novels
A série possui, até o momento, duas graphic novels lançadas, com ambas sendo divididas em três edições.
| Titúlo                                     | Lançamento                                                                                         | Equipe criativa | Sinopse | Notas             |
| ------------------------------------------ | -------------------------------------------------------------------------------------------------- | --- | --- | ----------------- |
| "The Legend of Korra: Turf Wars"           | 26 de julho de 2017 (1ª Parte) 17 de janeiro de 2018(2ª Parte) 22 de agosto de 2018 (3ª Parte)     | Michael Dante DiMartino (roteiro) Irene Koh (arte) Jane Bak e Killian Ng (cores) Irene Koh e Heather Campbell (arte de capa) | Após retonarem de suas férias no Mundo Espiritual, Korra e Asami se tornam oficialmente namoradas, ainda mantendo o relacionamento em segredo. O sossego das duas acaba rapidamente quando elas descobrem sobre conflitos diversos que estão ocorrendo por Cidade República, cabendo a Avatar resolver os problemas da cidade. | [ 4 ] [ 5 ] [ 6 ] |
| "The Legend of Korra: Ruins of the Empire" | 21 de maio de 2019 (1ª Parte) 12 de novembro de 2019 (2ª Parte) 26 de fevereiro de 2020 (3ª Parte) | Michael Dante DiMartino (roteiro) Michelle Wong (arte) Killian Ng (cores) Michelle Wong e Killian Ng (lettering)             | Uma nova ameaça surge quando o Império da Terra ressurge com um novo comandante, tentando ameaçar as primeiras eleições democráticas do Reino da Terra. Para impedir o avanço do grupo, Korra recebe a ajuda de uma aliada inesperada.                                                                                         | [ 7 ] [ 8 ] [ 9 ] |

## Coleções
Além das publicações de graphic novels e quadrinhos curtos, a Dark Horse também lançou coleções diversas reunindo histórias e outras miscelâneas.
| Titúlo                                  | Lançamento            | Equipe criativa                                                                                                | Sinopse                                                                      | Notas  |
| --------------------------------------- | --------------------- | --- | ---------------------------------------------------------------------------- | ------ |
| "The Legend of Korra: Patterns in Time" | 9 de novembro de 2022 | Michael Dante DiMartino e Bryan Konietzko (roteiro) Heather Campbell e Jayd-Ait Kaci (arte) Killian Ng (cores) | Uma colêtania de histórias da série feita por uma talentosa equipe criativa. | [ 10 ] |